# Воржев, Сергей Дмитриевич
Сергей Дмитриевич Воржев (21 февраля 1950, ст. Варениковская, Краснодарский край — 19 мая 2023, Краснодар) — советский и российский художник. Заслуженный художник Российской Федерации (1996).

## Биография
Сергей Дмитриевич Воржев родился 21 февраля 1950 года в станице Варениковской Крымского района Краснодарского края. В 1972 году окончил художественно-графический факультет Кубанского государственного университета. Своими учителями считал реставраторов картин из Эрмитажа, у которых стажировался в Санкт-Петербурге.
С 1983 года — член Союза художников России.
Наиболее известные серии его работ посвящены традиционному быту казаков, истории Екатеринодара, пейзажам Кубани и древнегреческим мифам. В своих работах художник изображал пейзажи и нетронутые места малой родины, часто прибегая к этническому сюрреализму. Один из любимых мотивов — «Марапацуца» («моя солнечная колесница»), который стал одним из традиционных мотивов художника. Ему посвящена отдельная серия картин.
Сергей Воржев — участник множества выставок всех уровней, в том числе 14 международных (с 1977 года). Имеет более десяти персональных выставок.
Работы С. Воржева находятся в собрании Краснодарского краевого художественного музея имени Ф. А. Коваленко, Майкопского художественного музея, Министерства культуры России, а также имеются в частных коллекциях Японии, Сингапура, Новой Зеландии, Канады, США, Германии, Австрии, Италии, Анталии, Франции, России.
Жил и работал в Краснодаре.
Скончался 19 мая 2023 года на 74-м году жизни.

## Работы
- «Дом антиквара» (1980);
- «Знак моря» (1986);
- серия «Марапацуца» (1984—1998);
- серия «Неопознанные летающие объекты» (1984—2001);
- серия «Улетевшая птица Кубань» (1987—2000);
- серия «Кубанские ангелы» (1996—2000);
- серия «Хутор Соленый» (1990—2001);
- «Год петуха» (1994);
- «Станичники» (1995);
- серия «Екатеринодар» (1979—2001);
- серия «Берег Афродиты» (1996—2000).

## Выставки
- 1977 год: Республиканская выставка «Рисунок и акварель», Ленинград
- 1980 год: Республиканская выставка «Советская Россия», Манеж, Москва
- 1981 год: Всесоюзная молодёжная выставка, Ташкент
- 1984 год: Всесоюзная выставка молодых художников, Москва, Академия художеств СССР
- 1986 год: Республиканская выставка «Советская Россия», Москва
- 1987 год: «Графика Кубани», Белград, Югославия
- 1989 год: Международная выставка «Звездный путь человечества», Москва
- 1990 год: Международная выставка «Звездный путь человечества», передвижная выставка по городам США
- 1990 год: «Современное искусство Кубани», музей Мимара, Загреб, Хорватия
- 1991 год: Персональная выставка, ИНТЕРПРЕССЦЕНТР, Варшава, Польша
- 1991 год: Международная выставка «К звездам», Москва
- 1991—1993 годы: Международная выставка «К звездам», передвижная выставка по городам США
- 1993 год: Выставка кубанских художников «Уходящее тысячелетие», Москва[5]
- 1994 год: Выставка российских художников «Многоликая Русь», Москва
- 1994 год: Третья международная биеннале станковой графики «Калининград-Кенигсберг-94», Калининград
- 1994 год: Сочинский фестиваль современного изобразительного искусства «Пограничные зоны искусства», Сочи
- 1994 год: «Художники Кубани», Никосия — Лимасол — Пафос, Республика Кипр
- 1996 год: Персональная выставка, Коммерцбанк, Гамбург, Германия
- 1996 год: Персональная выставка, ASTON Trading GmbH, Гамбург, Германия
- 1998 год: Региональная Выставка «Юг России 98», Краснодар
- 1998 год: «Фестиваль современного искусства», Сочи
- 1999 год: Российская выставка «Россия — 99», Москва
- 1999 год: Персональная выставка. Италия, Верона, галерея «La Torretta»
- 2000 год: Групповая выставка кубанских художников, центр российской культуры, Берлин, Германия
- 2001 год: Персональная выставка, Штутгарт, Германия
- 2001 год: Выставка кубанских художников «Ню — 2001», Центральный выставочный зал, Краснодар
- 2001 год: Биеннале 2001, Центральный выставочный зал, Краснодар
- 2002 год: «Арт-Екатерина 2002», Центральный выставочный зал, Краснодар
- 2002 год: Персональная выставка графики, галерея «Юг», Краснодар, Россия
- 2003 год: Выставочный проект «Москва-Краснодар», Краснодар
- 2003 год: Региональная выставка «Юг России», Краснодар
- 2003 год: Международная биеннале «Кубань-Абхазия», Краснодар
- 2004 год: Региональная выставка «Юг России», Краснодар
- 2005 год: Выставка «Искусство художников Кубани», Санкт-Петербург
- 2005 год: Всероссийская художественная выставка, посвящённая Дню Победы
- 2006 год: Республиканская художественная выставка, Центральный дом художника, Москва
- 2007 год: Региональная выставка «Благословенная Кубань», Краснодар
- 2007 год: Выставка «Искусство художников Кубани», Санкт-Петербург
- 2008 год: Выставка «Культура Кубани», Ганновер, Германия
- 2008 год: Выставка живописи и графики «21», Краснодар[6]
- 2008 год: Региональная выставка «Юг России», Краснодар
- 2008 год: Персональная выставка, галерея «АРТ-Союз», Краснодар[7]
- 2009 год: 1-й Международный пленер ККЦ ЮНЕСКО «Земли Золотых Амазонок», Тамань,Россия
- 2010 год: Всероссийская выставка «Россия-10», Манеж, Москва
- 2010 год: Персональная выставка, Олимпийский Русский дом, Ванкувер, Канада[8]
- 2014 год: Выставка в Белапаисе, Северный Кипр

## Награды и звания
Заслуженный художник Российской Федерации (1996). Медаль «За выдающийся вклад в развитие Кубани» III степени.

## Галерея

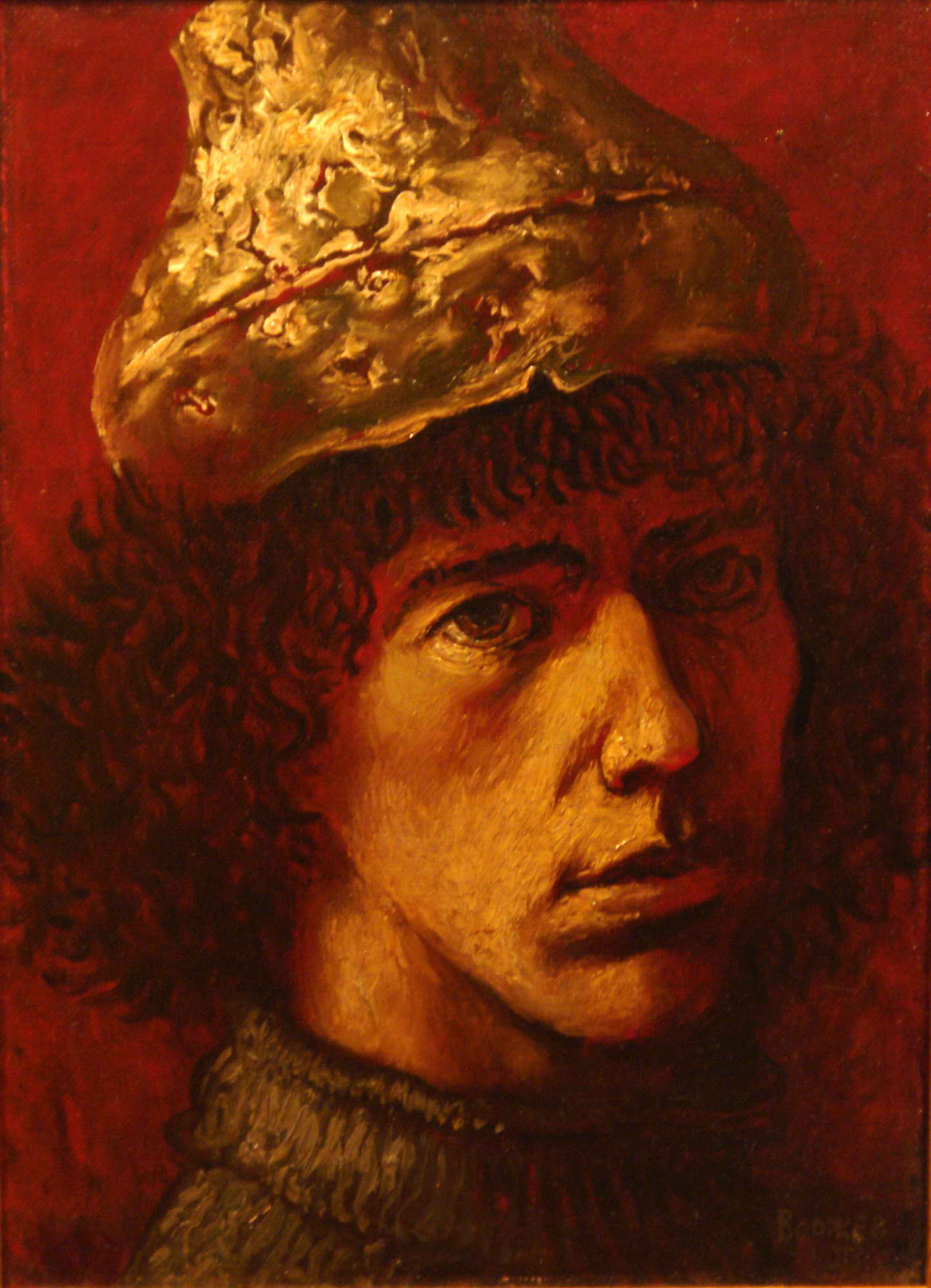
Автопортрет, холст, масло, 60х40 см
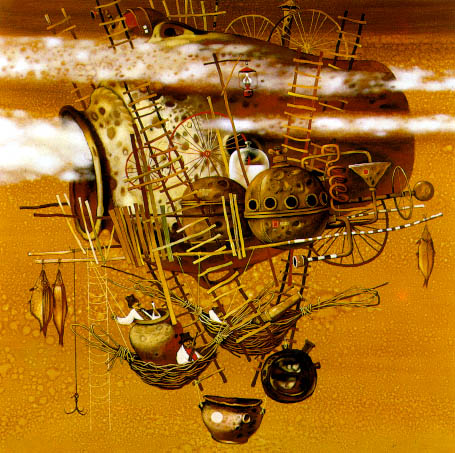
холст, масло, 110х100 см
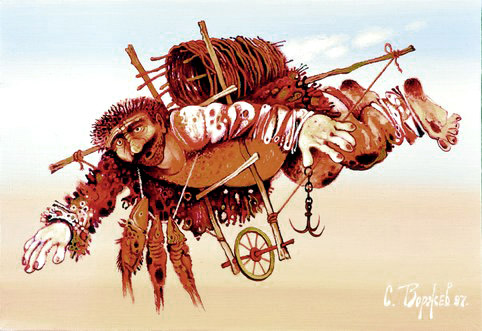
холст, масло, 10x15 см
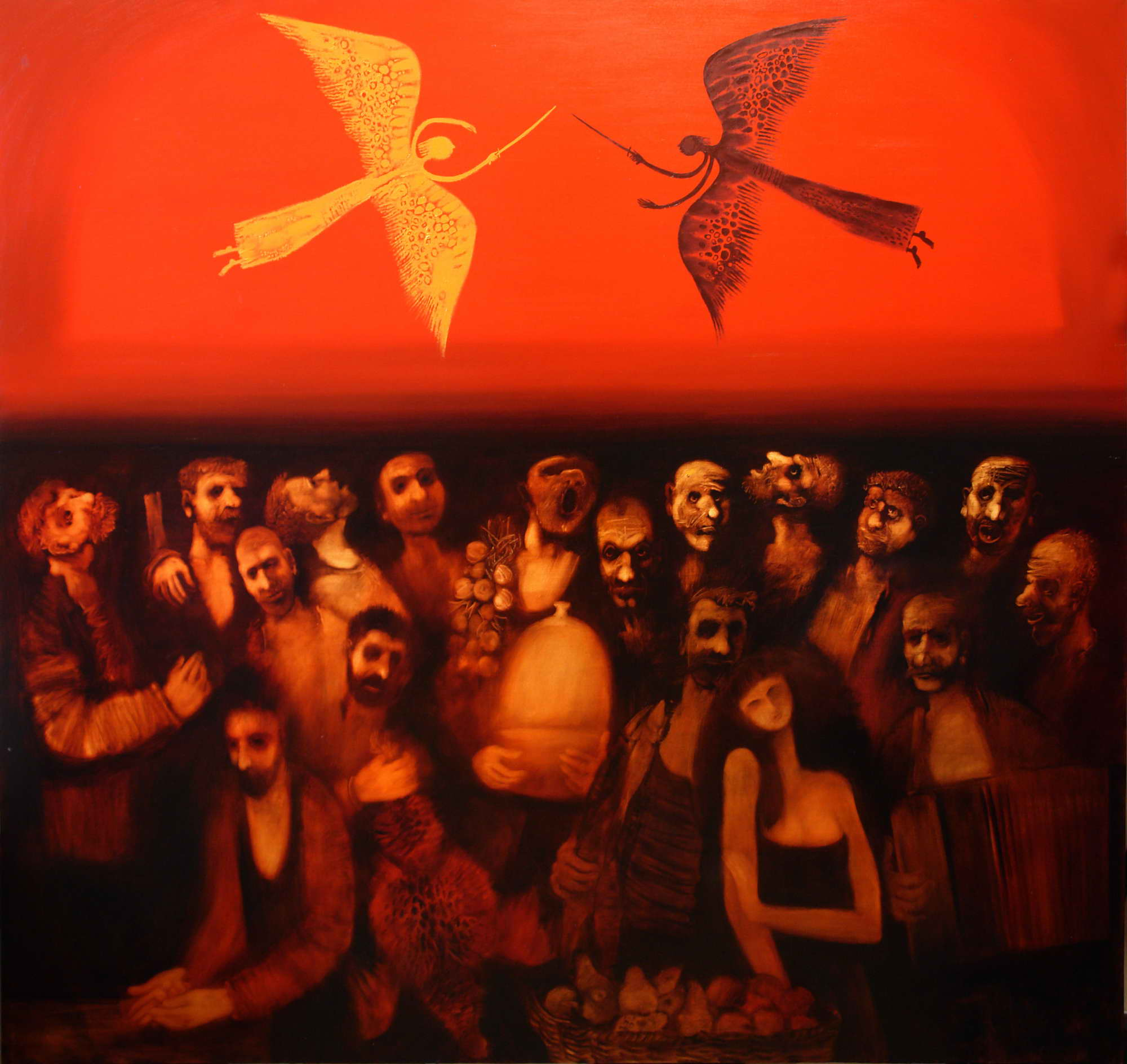
холст, масло, 188х208 см
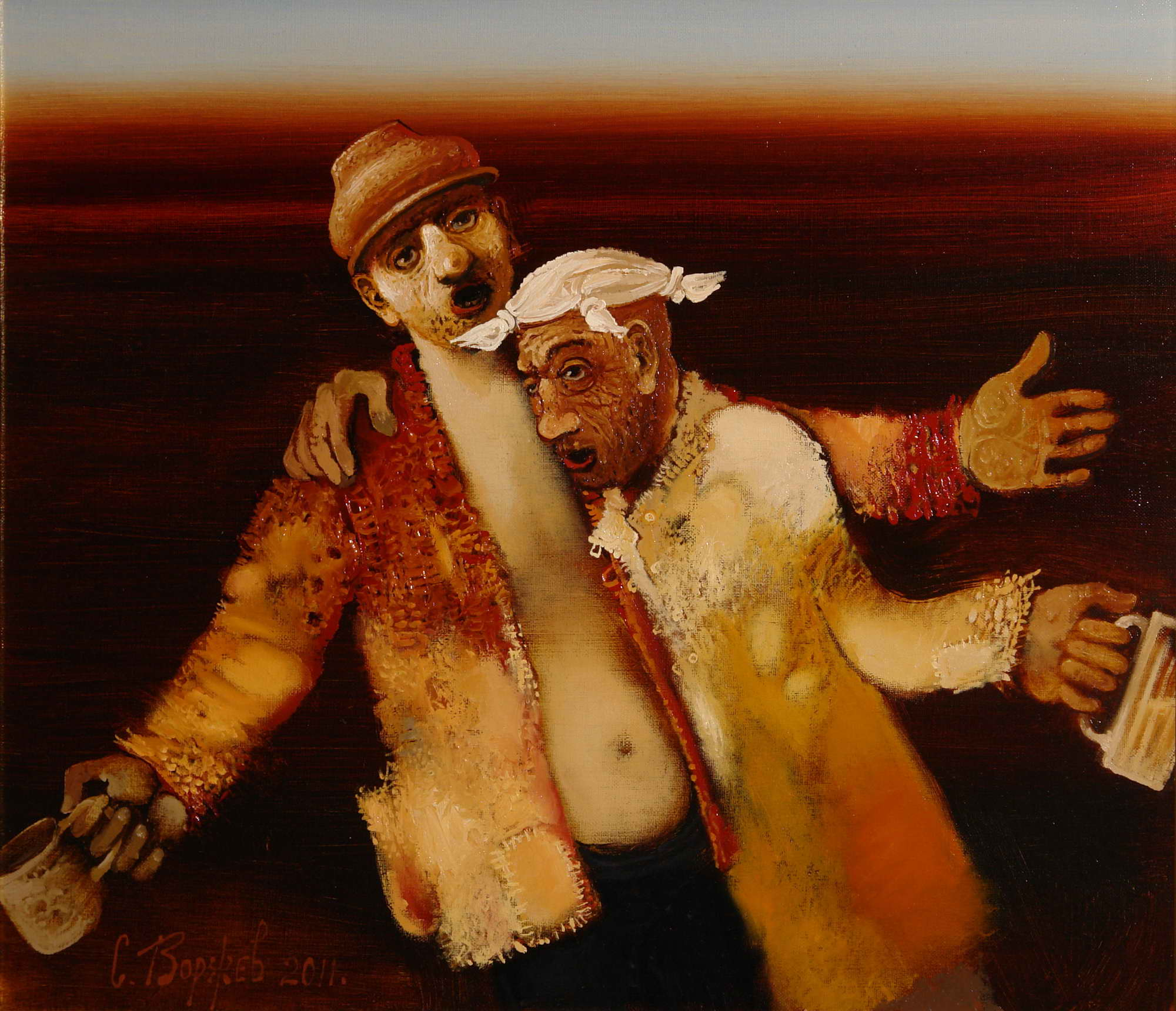
холст, масло, 55х60 см
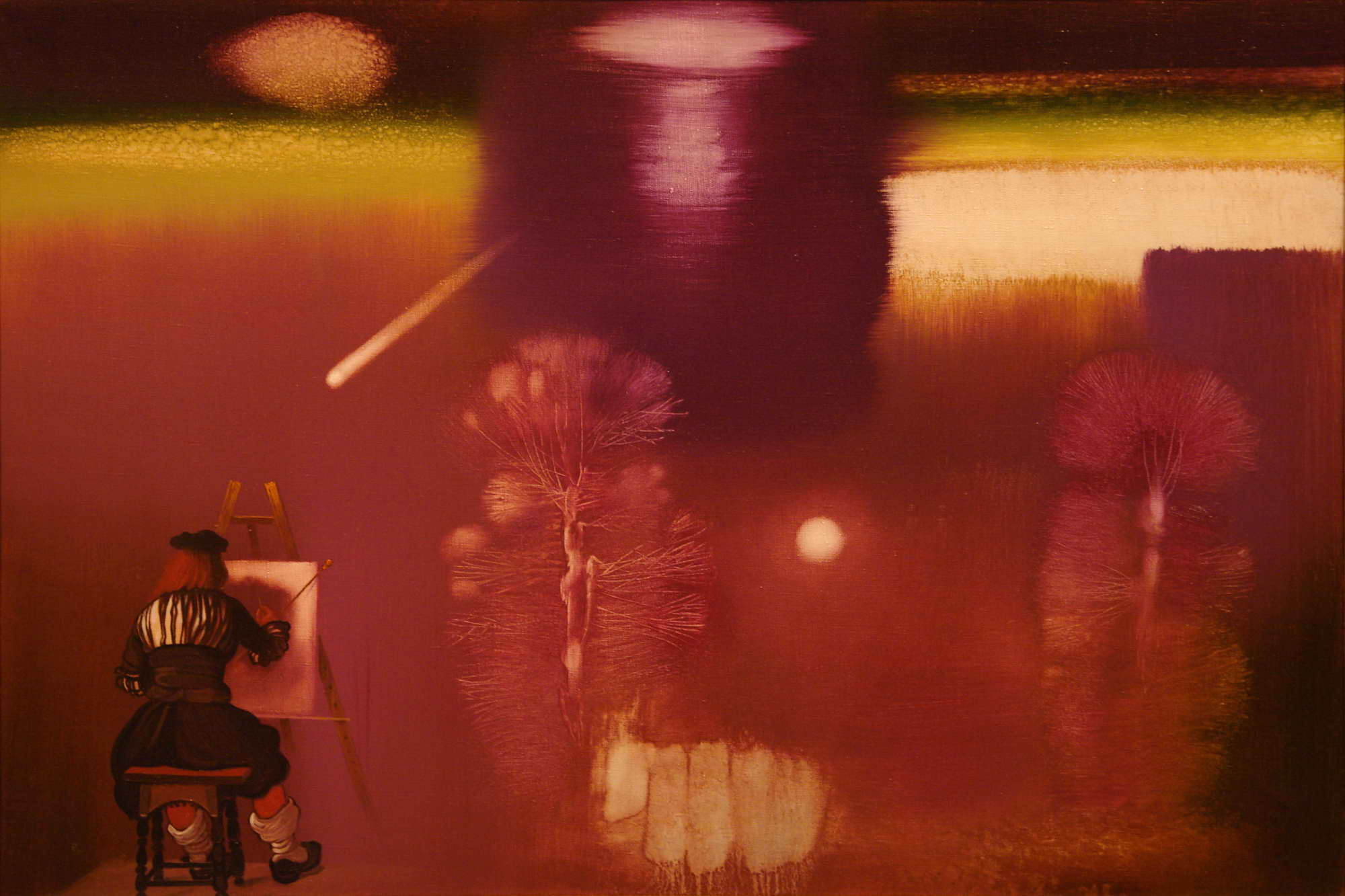
холст, масло, 70х100 см
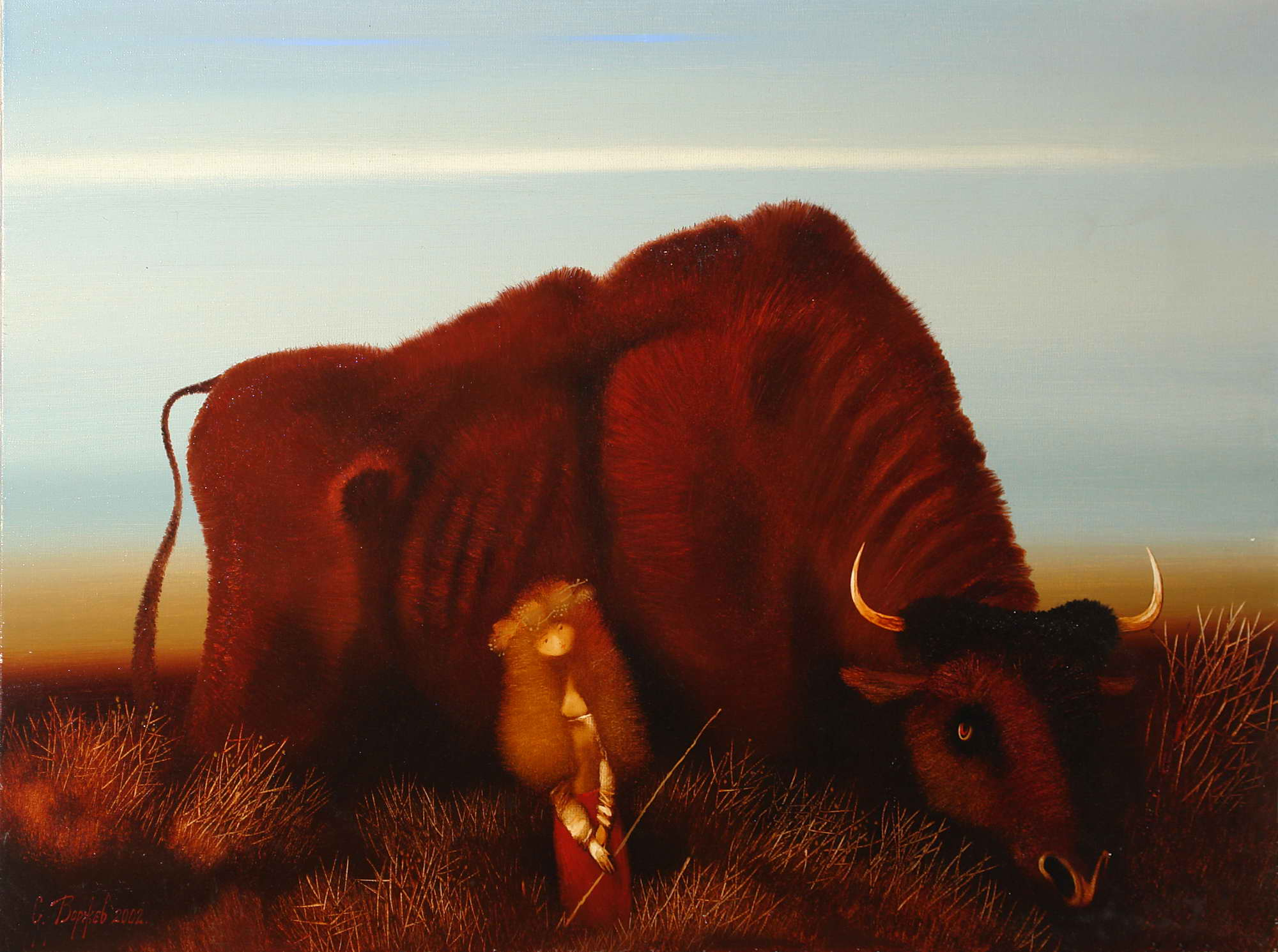
холст, масло, 60х80 см
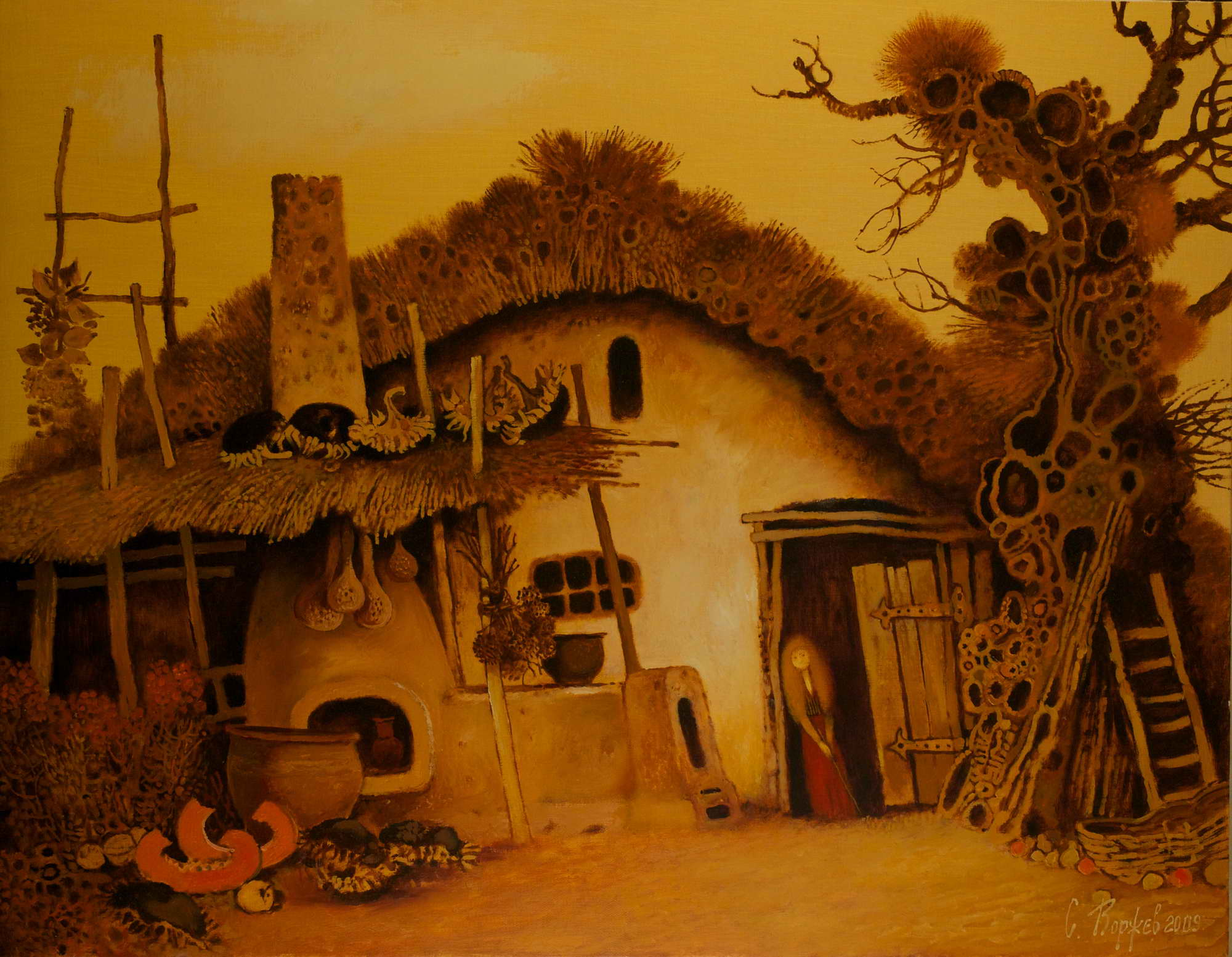
холст, масло, 70х90 см
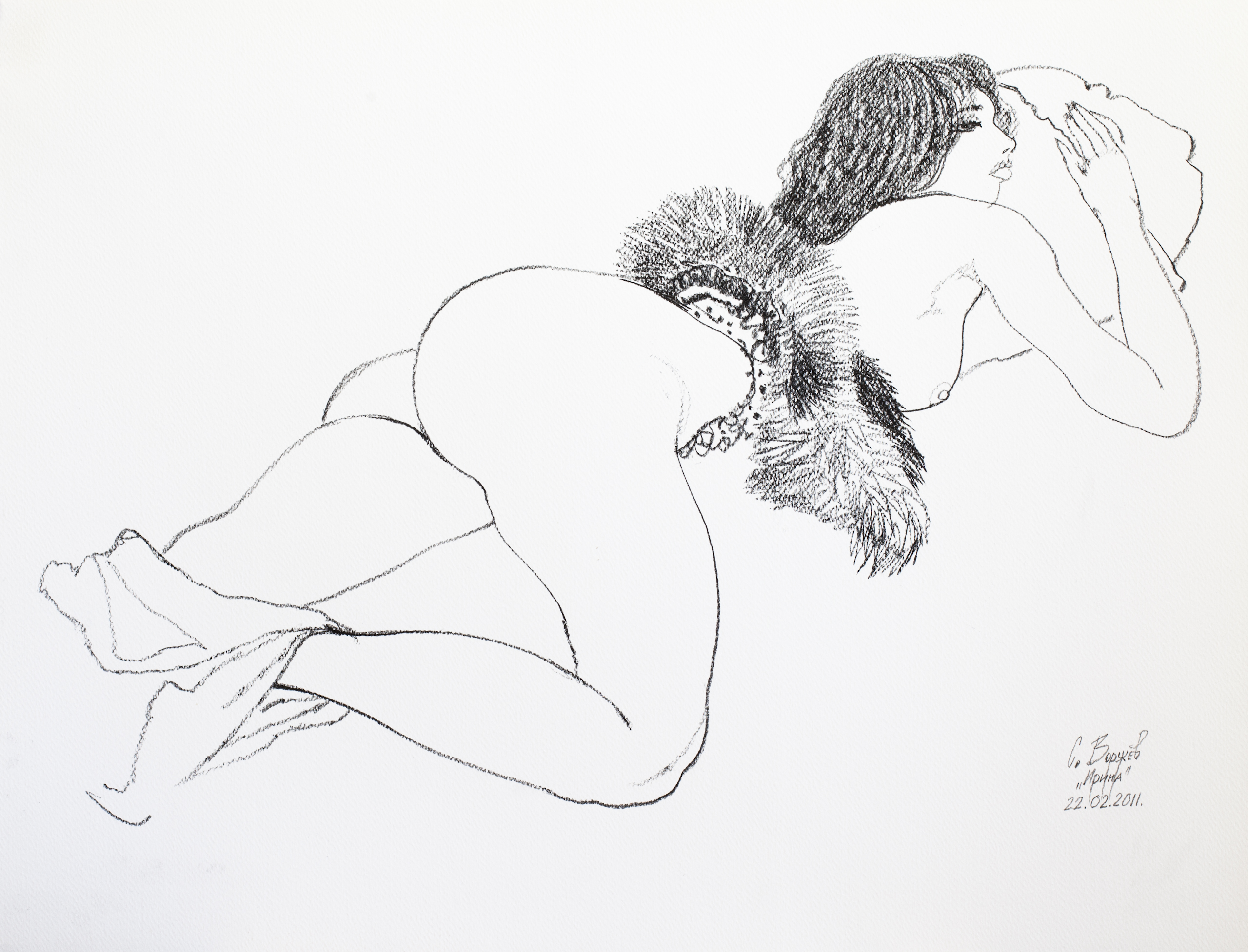
бумага, карандаш, 47х60 см, 2011 г.
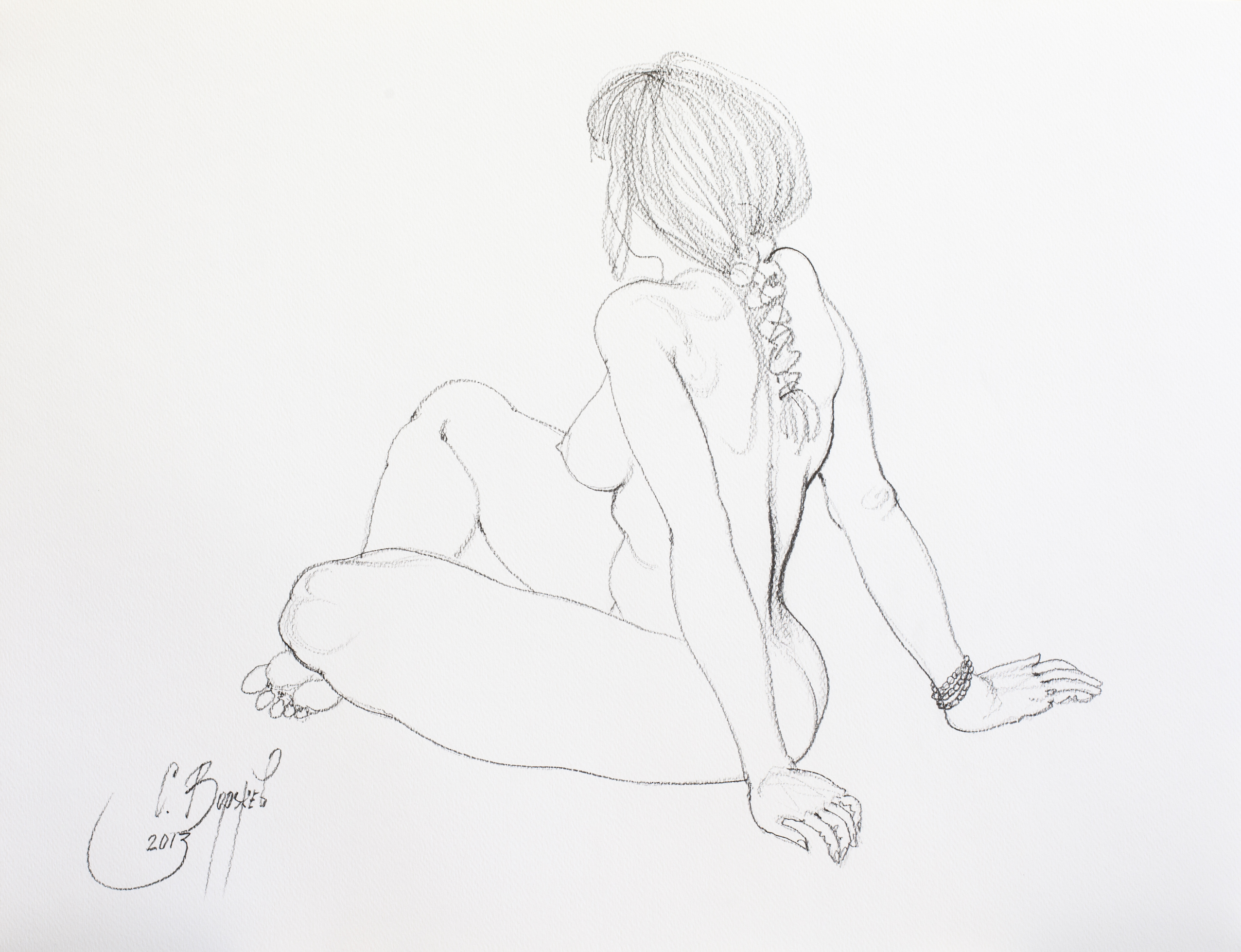
бумага, карандаш, 47х60 см, 2011 г.
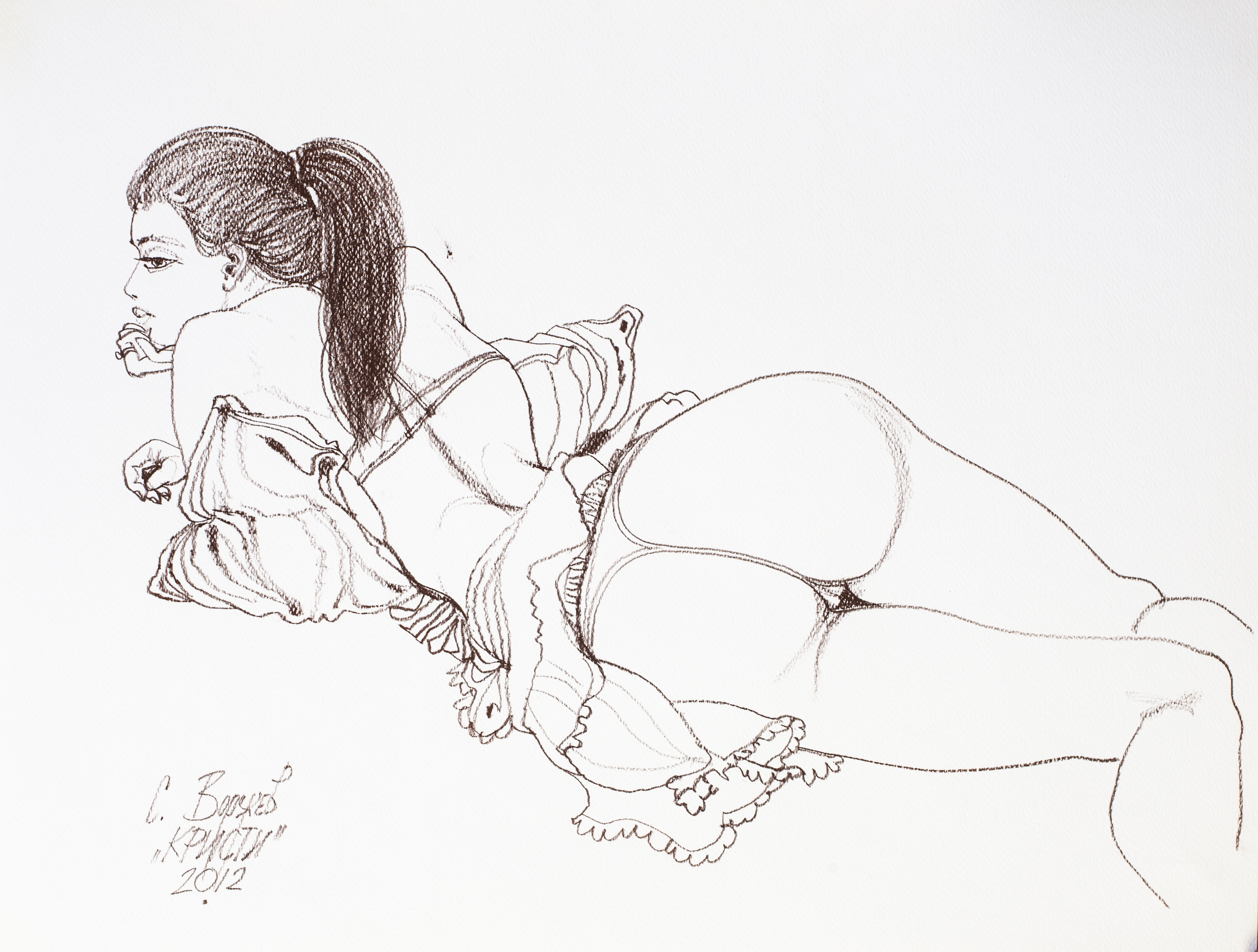
бумага, карандаш, 47х60 см, 2012 г.
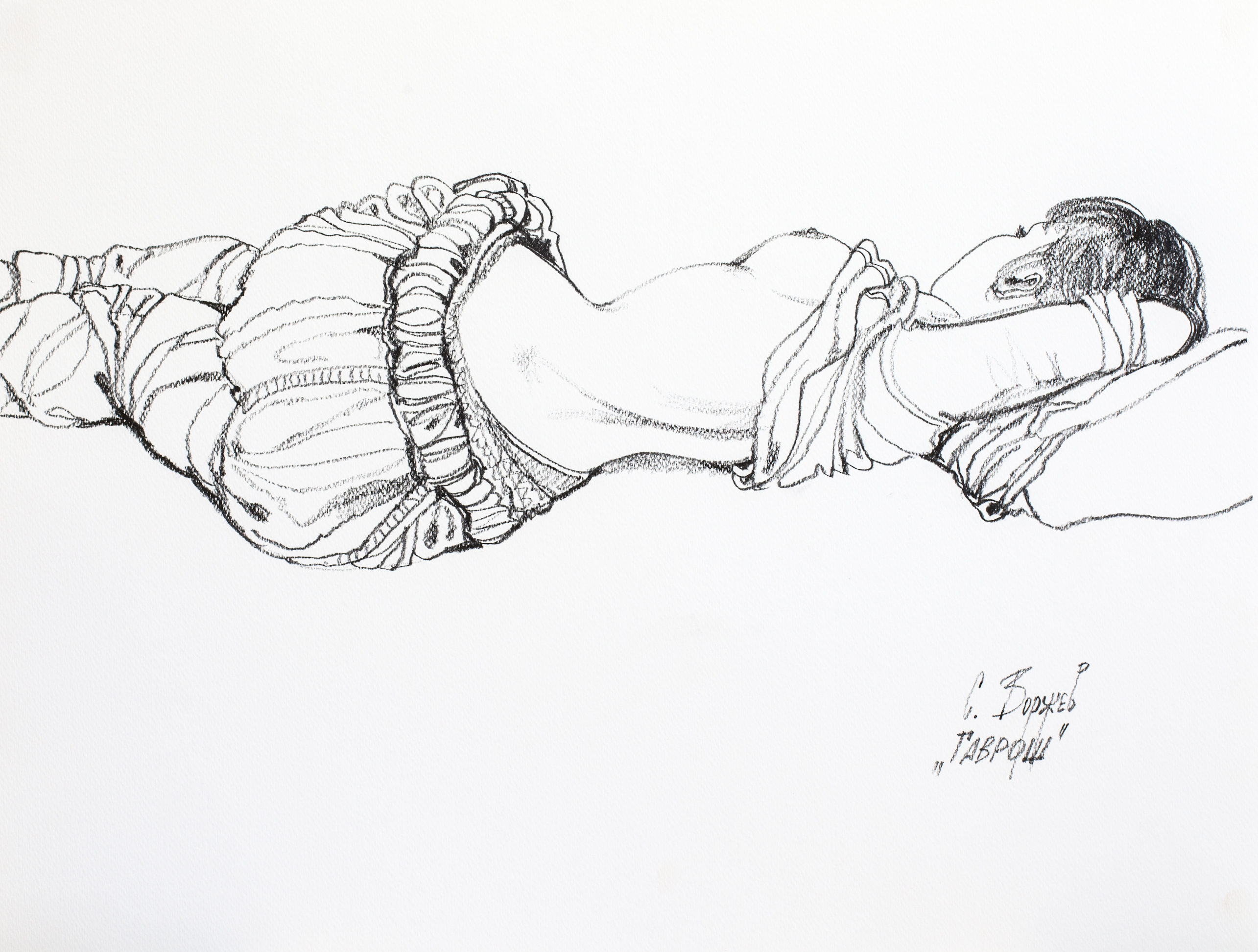
бумага, карандаш, 47х60 см, 2012 г.